# Distretto di Kınık
Il distretto di Kınık (in turco Kınık ilçesi) è uno dei distretti della provincia di Smirne, in Turchia.